# François Parisien
François Parisien (Montreal, 27 april 1982) is een voormalig Canadees wielrenner. 

## Carrière
Parisien werd beroepsrenner in 2006 bij het Amerikaanse TIAA-CREF, anno 2021 bekend als EF Education-Nippo, en reed van 2010 t/m 2012 bij Team Spidertech powered by C10.
In 2004 en 2005 deed Parisien mee aan de Canadese kampioenschappen op de weg, in 2004 nog bij de beloften, in 2005 bij de profs. In 2004 eindigde hij als tweede, achter Cameron Evans. In 2005 werd hij wel eerste en daarmee Canadees kampioen. In 2010 reed hij zijn eerste grote wedstrijd, de Ronde van Californië, waar hij 6e werd in de tweede etappe.
In 2013 boekte hij zijn eerste overwinning in een WorldTourkoers, hij won de vijfde etappe in de Ronde van Catalonië. Parisien reed toen bij Argos-Shimano. Dat jaar stopte hij ook met wielrennen. 

## Overwinningen
2005
- Nationaal kampioenschap op de weg, elite

2008
- Eindklassement Green Mountain Stagerace

2009
- 7e etappe, deel A Ronde van Cuba

2010
- 2e etappe Ronde van Mexico

2012
- Eindklassement Ronde van Elk Grove

2013
- 5e etappe Ronde van Catalonië

## Resultaten in voornaamste wedstrijden
| Jaar | Amstel Gold Race | Brabantse Pijl | Grote Prijs van Quebec |
| ---- | ---------------- | -------------- | ---------------------- |
| 2012 |                  |                | 10e                    |
| 2013 | 76e              | 25e            |                        |